# Charles Mills (homme politique)
Pour les articles homonymes, voir Charles Mills et Mills.
Charles Thomas Mills (13 mars 1887 – 6 octobre 1915) est député conservateur d'Uxbridge, circonscription du Middlesex, élu en 1910. Il est le « Bébé de la Chambre », le plus jeune membre du Parlement.

## Biographie
Il est le fils aîné de Charles Mills (1855-1919) qui sert en tant que député conservateur pour Sevenoaks de 1885 à 1892.
Lui et son père devaient participer au voyage inaugural du Titanic, mais sont restés à la maison à cause des problèmes de santé de son père. Il est tué en action trois ans plus tard, le 6 octobre 1915 à Hulluch, servant comme lieutenant au 2e bataillon de la garde écossaise. Il est gravé sur le Loos Memorial. Mills est aussi commémoré sur le panneau 8 des commémorations de guerre du Canada à Westminster Hall, comme l'un des quarante-trois parlementaires (membres de la Chambre des lords compris) qui sont morts pendant la Première Guerre mondiale,,. Mills est l'un des dix-neuf députés tombés pendant la guerre et commémorés par les armoiries de la Chambre des Communes. 
L'inscription sur le monument érigé à sa mémoire par sa famille à l'église Saint-Jean-Baptiste à Hillingdon contient deux citations : « Il a salué l'invisible, avec un cri de ralliement » (rappel d'une ligne du poème de Robert Browning Épilogue) ; et « Il est passé au-dessus et les trompettes ont sonné pour lui de l'autre côté » (d'après Le Voyage du pèlerin de John Bunyan).
Son frère Arthur Mills (3e baron Hillingdon)lui succède en tant que député pour la circonscription d'Uxbridge.